# Joan Pardinilla i Busquets
Joan Pardinilla i Busquets (nascut al barri del Poblenou, Barcelona, el 1904, i mort el 22 de febrer de 1976 a Alacant) va ser un mestre i historiador establert a Bagà des de 1934, i fundador de la biblioteca municipal d'aquesta vila i de l'Esbart Cadí de Bagà.
Durant la Guerra Civil va haver d'acudir al front republicà i deixà a la seva dona, Maria Guiu, al càrrec de l'escola i la biblioteca que regentava a la vila. Després de la guerra fou enviat a un camp de concentració francès abans de ser repatriat a Espanya. Després de patir uns judicis militars i civils els últims dels quals van condemnar-lo a desterrament a un poble de Burgos, Villorejo. Va retornar a Bagà abans de conèixer la sentència que ho podia fer i a partir d'aquell moment va començar la tasca d'investigació històrica i va fundar la Biblioteca Municipal. Els seus àmbits d'estudi van ser els edificis patrimonials de la zona (Sant Llorenç prop Bagà, Santa Maria de Lillet, la Torre dels Senyors de la Baronia de Pinós, el Palau dels Barons de Pinós, etc.) i els personatges històrics de Bagà i la seva contrada (els Barons de Pinós, els Senyors de Bagà...). A més a més va escriure articles per a diferents revistes de cultura i folklore, entre elles Destino. Va treballar conjuntament amb el seu amic Mossèn Serra Vilaró, que li va dedicar els seus tres volums de Baronies de Pinós i Matamala i tots els altres articles que va fer. També destaca que Joan Pardinilla va fundar l'Esbart Cadí de Bagà. L'ajuntament de Bagà va declarar-lo juntament amb la seva esposa com fills adoptius de Bagà i el Ministeri de l'Interior espanyol li va atorgar la Creu d'Alfons X el Savi. El 1980 l'Ajuntament de Bagà el va homenatjar dedicant-li un carrer.